# Nikodem Popławski

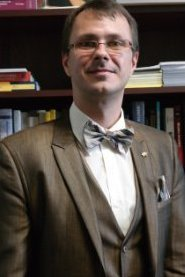
Nikodem Janusz Popławski, 2015

Nikodem Janusz Popławski (* 1. März 1975 in Toruń) ist ein polnischer theoretischer Physiker. Er beschäftigt sich vor allem mit der allgemeinen Relativitätstheorie, Gravitation und der Kosmologie. Popławski wurde vor allem durch die Hypothese bekannt, dass jedes Schwarze Loch ein Tor zu einem anderen Universum sein könnte und dass das Universum in einem Schwarzen Loch entstanden ist, das wiederum in einem größeren Universum existiert. Diese Hypothese wurde von den Zeitschriften National Geographic und Science in die Liste der zehn größten Entdeckungen des Jahres 2010 aufgenommen.

## Werdegang
Popławski erwarb 1999 seinen Master-Abschluss in Astronomie an der Universität Warschau. Seinen Doktortitel in Physik erhielt er 2004 an der Indiana University, an der er später als Dozent und Forscher im Bereich theoretische Physik tätig war. Seit 2013 ist er Senior Lecturer am Fachbereich Mathematik und Physik der University of New Haven und wurde 2020 zum Distinguished Lecturer ernannt. Popławskis Ansatz basiert auf der Einstein-Cartan-Theorie. Popławski schlug außerdem vor, dass die Impulskomponenten in Gegenwart von Torsion nicht kommutieren. Er wurde 2015 vom Forbes-Magazin als einer der fünf Wissenschaftler genannt, die am ehesten der nächste Albert Einstein werden könnten.